# ジェームズ・フィッツジェラルド (1742-1835)
ジェームズ・フィッツジェラルド（英語: James Fitzgerald PC (Ire) KC、1742年 – 1835年1月20日）は、アイルランド王国出身の政治家。1776年から1800年までアイルランド庶民院議員を務め、法曹界でも第一上級法廷弁護士まで昇進したものの、目指したアイルランド法務長官への任命は失敗、さらに1800年合同法に反対したことで職を解かれた。1826年に叙爵の打診があったときに辞退し、代わりに妻が男爵に叙された。

## 生涯

### 生い立ち
ウィリアム・フィッツジェラルド（William Fitzgerald）と妻イライザ（Eliza、ピアース・リンチの娘）の息子として、1742年に生まれた。ダブリンの学校に通った後、1759年から1764年までダブリン大学トリニティ・カレッジで教育を受け、1762年に同校のスカラ（scholar）に選出された。卒業後はミドル・テンプルに進学して、1769年にアイルランドでの弁護士資格免許を取得した。『アイルランド人名事典』で「自信のある有能な弁護士で、訴訟への専心が評価された」と評されたように弁護士として成功をおさめ、1776年に勅選弁護士に選出され、1777年にキングス・インズの評議員に選出された。

### アイルランド庶民院議員
1776年アイルランド総選挙でフォア選挙区から出馬してアイルランド庶民院議員に当選した。1783年アイルランド総選挙ではキリーベッグス選挙区とトゥルスク選挙区で当選、後者の代表として議員を務めた。1790年アイルランド総選挙で再選した後、1797年アイルランド総選挙でキルデア・バラ選挙区から出馬して当選、以降グレートブリテン及びアイルランド連合王国の成立（1801年）まで議員を務めた。
アイルランド庶民院ではジョン・フィッツギボン（のち初代クレア伯爵）と同じく政府を支持した。第2代準男爵サー・ヘンリー・キャヴェンディッシュの日記によれば「頻繁に問題を起こすことのないよう」発言する議題を慎重に選び、議員就任してしばらくの演説は議事手続きや司法管轄に関するものが多かった。その後は1777年12月にアメリカ独立戦争によるアイルランド輸出品の禁輸を擁護する演説をして、1778年3月にカトリックによる長期借地や建物の建設を許可する法案を提出、1782年にカトリック解放法案を支持する演説をした。一方で『アイルランド人名事典』はフィッツジェラルドの演説を「杓子定規」（legalistic）と批判した。いずれにしても、議会での貢献により1779年に第三上級法廷弁護士に任命された。1782年におそらく登院がまばらだったためアイルランド総督の第3代ポートランド公爵ウィリアム・キャヴェンディッシュ＝ベンティンクに解任されたが、1784年4月に総督の第4代ラトランド公爵チャールズ・マナーズにより第二上級法廷弁護士に任命され、1787年に第一上級法廷弁護士に昇進した。1789年12月26日、アイルランド枢密院の枢密顧問官に任命された。
フィッツジェラルドはアイルランド法務長官を目指したが、1790年代に政府との関係が悪化、1797年の選挙で政府ではなく第2代リンスター公爵が掌握していたキルデア・バラ選挙区で当選した。これにより1798年にアイルランド法務次官が空位になったときも任命されず、さらに合同法に反対したことで第一上級法廷弁護士からも解任された。フィッツジェラルドは官職からは解任されたが、法曹界では賞賛され、アイルランド大法官になったクレア伯爵が激怒したにもかかわらずフィッツジェラルドの裁判所での席次はアイルランド法務長官より上位のままとなった。議会でも合同法を可決されないよう、1799年4月に将来の摂政任命を規制する法案を提出した。

### 連合王国庶民院議員
連合王国議会では1802年イギリス総選挙でエニス選挙区から出馬して当選した。自身も影響力を有しながら、第4代準男爵サー・エドワード・オブライエンの支持を得ての当選だった。2度目の議員期では1803年にアイルランド記録長官とアイルランド首席裁判官への就任を申請し、議会でアイルランドに関する法案についてアディントン内閣を支持したが、失敗に終わり、第2次小ピット内閣期に野党に転じた。続く挙国人材内閣を支持したが、アイルランド記録長官の就任申請は再び失敗した。
1806年と1807年の総選挙で再選した後、1808年2月に辞任して息子ウィリアムに議席を譲った。
1809年に王族ヨーク・オールバニ公の愛人メアリー・アン・クラークによる陸軍売官が露見したとき、フィッツジェラルドと息子ウィリアムにクラークとのつながりがあったことも露見した。1813年、クラークはフィッツジェラルドが第一上級法廷弁護士から解任された理由を合同法反対ではなく、支持をめぐる政府との交渉が決裂しただけと述べ、フィッツジェラルドが自身から軍職を購入して、息子が昇進できるようクレア県で配ったと主張したが、フィッツジェラルドの名声はさほど影響を受けなかった。
1812年イギリス総選挙ではウィリアムが県選挙区であるクレア選挙区からも出馬しており、オブライエンがクレア選挙区で当選し、かつウィリアムが落選した場合はウィリアムをエニス選挙区で当選させるという合意が成立した。10月15日にオブライエンの当選が確定したが、ウィリアムの落選が11月3日まで確定しなかったため、フィッツジェラルドが当分の間議席を占めておく形で10月24日にエニスで当選した。その後、フィッツジェラルドは12月に辞任、ウィリアムは1813年1月の補欠選挙で当選した。以降フィッツジェラルドは政界から引退した。

### 晩年
1815年に息子ウィリアムが父の叙爵を申請したが、拒否された。1826年に叙爵の打診があったとき、フィッツジェラルドは辞退したが、代わりに同年7月31日に妻がアイルランド貴族であるクレア県におけるクレアおよびインチクロナンのフィッツジェラルド＝ヴィジー男爵に叙された。1800年合同法の施行以降、新しいアイルランド貴族爵位の創設には既存の爵位が3つ廃絶する必要があり、フィッツジェラルド＝ヴィジー男爵位の創設はアードリー男爵、ミルフォード男爵、コルレーン男爵の廃絶を根拠とした。『完全貴族要覧』第2版によれば、苗字と爵位名の両方にVeseyとVesciの2通りの綴りがあり、爵位名の特許状での綴りはVeseyと推測された。1832年1月3日に妻が死去すると、次男ウィリアム（長男ジョンは早世）が爵位を継承した。
1835年1月20日、ブーターズタウンのハーバート・ハウス（Herbert House）で死去した。

## 家族
1782年、キャサリン・ヴィジー（Catherine Vesey、1759年ごろ – 1832年1月3日、ヘンリー・ヴィジーの娘）と結婚、3男4女をもうけた。
- エリザベス - 夭折[8]
- ジョン・ヴィジー（1794年没[8]）
- ウィリアム（英語版）（1782年? – 1843年5月11日） - 第2代フィッツジェラルド＝ヴィジー男爵[9]
- ヘンリー（英語版）（1786年ごろ – 1860年3月30日） - 第3代フィッツジェラルド＝ヴィジー男爵[2]
- メアリー・ジェラルディン - 1809年10月1日、初代準男爵サー・ロス・マオン（英語版）（1763年9月2日 – 1835年8月10日）と結婚[10]
- レティシア（1864年2月1日没） - 1814年8月19日、ジョン・レズリー・フォスター（英語版）（1842年7月9日没）と結婚[7]
- キャサリン・ジェラルディン（1860年5月没[7]）